# Michigan Central Station
Michigan Central Station (también conocida como Michigan Central Depot o MCS) era la estación principal de trenes de Detroit en Míchigan (Estados Unidos). Reemplazaba a la antigua estación de tren de Detroit, que se encontraba en el centro de la ciudad, la cual fue cerrada tras sufrir un incendio el 26 de diciembre de 1913, forzando a la entonces inacabada estación de tren a entrar en servicio antes de tiempo. Inaugurada el 4 de enero de 1914, la estación permaneció abierta hasta el cese del servicio de Amtrak a la estación el 6 de enero de 1988. En el momento de su construcción, era la estación construida con mayor altura en el mundo.
El edificio se encuentra situado en el distrito de Corktown, cerca del Puente Ambassador, a 1,2 kilómetros al suroeste del Downtown. Se encuentra detrás de Roosevelt Park y el Roosevelt Warehouse se encuentra adyacente al este. Fue incluido en el Registro Nacional de Lugares Históricos en 1975.
Planes y proyectos de restauración han tenido lugar, pero ninguno ha dado frutos. Desde 2011, trabajos de demolición, reparaciones estructurales menores, reparaciones de la estructura del tejado y de las cristaleras del vestíbulo de la estación. El sótano, que se encontraba totalmente inundado, ha sido drenado y una valla de alambre de púas se ha instalado con la intención de evitar la entrada de vándalos, además de haber sido también reparadas las ventanas del edificio.
Las imágenes del edificio siguen siendo un ejemplo principal de la fotografía de ruinas.

## Historia
El edificio comenzó operando como la principal estación de tren en Detroit después de que la antigua estación de tren sufriera un incendio el 26 de diciembre de 1913. Su dueño original era la Michigan Central Railroad. Fue edificada como parte de un largo proyecto que también incluía la construcción del Michigan Central Railway Tunnel debajo del Río Detroit para trenes de mercancía y pasajeros. La antigua estación estaba situada en una línea de circunvalación, lo cual era un inconveniente debido al alto número de pasajeros a los que servía.

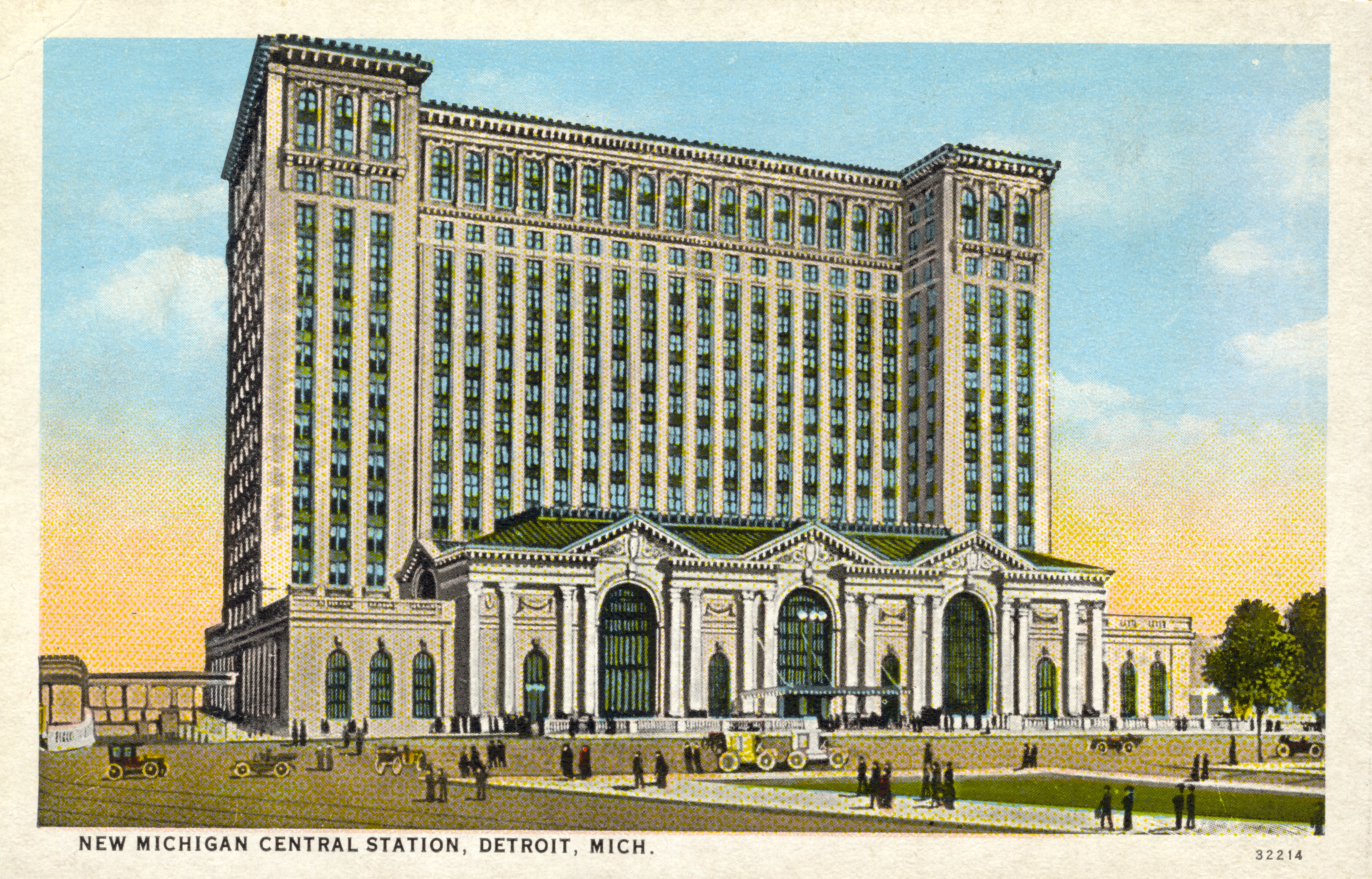
Postal de la Michigan Central Station (1914).

La tendencia creciente hacia el mayor uso del automóvil no era una gran preocupación en 1912, como es evidente en el diseño del edificio. La mayoría de los pasajeros llegarían y saldrían de la estación central de Míchigan por el servicio interurbano o el tranvía, debido a la distancia de la estación del centro de Detroit. La estación fue construida lejos del centro de la ciudad para estimular el desarrollo de la zona en la que se había construido. Nunca se realizó un ambicioso proyecto para conectar la estación al centro cultural a través de un amplio bulevar.
A comienzos de la Primera Guerra Mundial se había alcanzado el pico de los viajes de tren en Estados Unidos, más de doscientos trenes salían de la estación cada día y las líneas se extendían desde la línea de embarque hasta la entrada principal. En la década de 1940, más de 4000 pasajeros al día usaban la estación y más de 3000 personas trabajaban en su torre de oficinas. Entre los pasajeros notables que utilizaron la Michigan Central Station se encuentran los presidentes Herbert Hoover, Harry Truman y Franklin D. Roosevelt y el actor Charlie Chaplin y el inventor Thomas Edison.
En la década de 1920 Henry Ford comenzó a comprar terrenos cerca de la estación y realizó planes de construcción, pero la Gran Depresión y otras circunstancias sofocaron estos y muchos otros esfuerzos de desarrollo. El diseño original no incluía un gran aparcamiento. Cuando se interrumpió el servicio interurbano menos de dos décadas después de que la Michigan Central Station abriera, la estación fue aislada de forma efectiva de la gran mayoría de la población que conducía automóviles y necesitaba estacionamiento para utilizar la instalación.
El volumen de pasajeros no disminuyó inmediatamente. Durante la Segunda Guerra Mundial, la estación fue utilizada pesadamente por tropas militares. Después de la guerra, el número de automóviles creció considerablemente, la gente utilizaba los trenes con menos frecuencia para vacaciones u otros viajes. El servicio se redujo y el tráfico de pasajeros se hizo tan bajo que los propietarios de la estación intentaron vender la instalación en 1956 por 5 millones de dólares, un tercio de su coste de construcción original en 1913. Otro intento de venta en 1963 fracasó por la falta de compradores. En 1967 los costes de mantenimiento se consideraron demasiado altos en relación con la disminución del volumen de pasajeros. El restaurante, las tiendas de arcade y la entrada principal estaban cerradas, junto con gran parte de la sala de espera principal. Esto dejó sólo dos ventanillas para atender a los pasajeros y visitantes, que utilizaban la misma entrada de estacionamiento que los empleados del ferrocarril que trabajaban en el edificio.

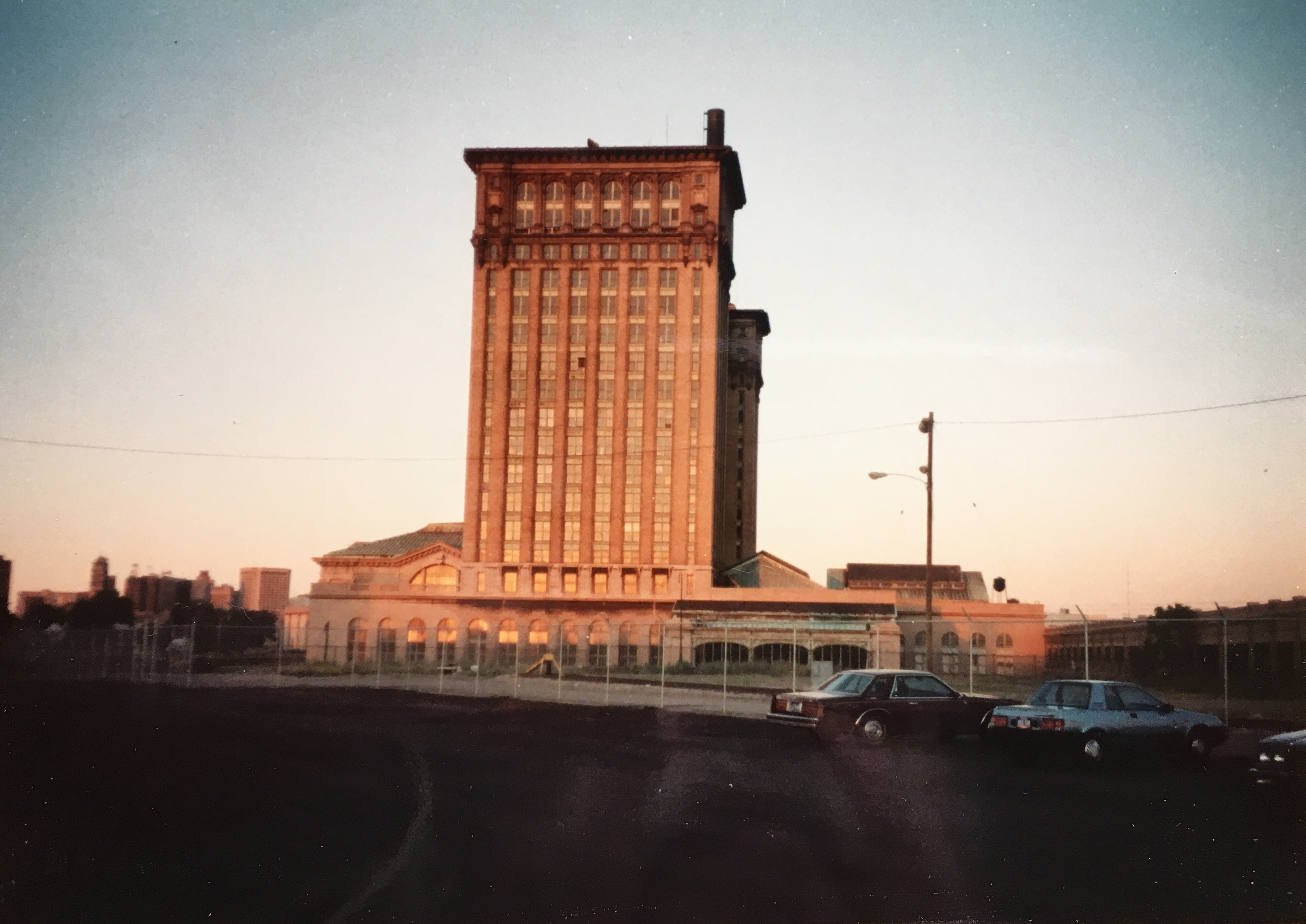
La Michigan Central Station en 1988.

Amtrak se hizo cargo del servicio ferroviario de Estados Unidos en 1971, reabriendo la principal sala de espera y entrada en 1975. Se inició un proyecto de renovación con un coste 1,25 millones de dólares en 1978. Seis años más tarde, el edificio fue vendido por un proyecto de transporte que nunca se materializó. El 6 de enero de 1988 el último tren de Amtrak salió de la estación después de que los propietarios decidieran cerrar la instalación. En julio de 1992 el Plan Maestro de Políticas de Detroit para el diseño urbano del sector suroeste calificó a la estación como un valor atractivo o interesante para ser reconocido, mejorado o promovido. El servicio de Amtrak continuó en una plataforma cerca del edificio hasta que una nueva estación abrió varias millas lejos en 1994.
Controlled Terminals Inc. adquirió la estación en 1996. Su compañía hermana, la Detroit International Bridge Co., posee el cercano Puente Ambassador y ambos forman parte de un grupo de empresas relacionadas con el transporte propiedad del empresario Manuel Moroun, presidente y CEO de CenTra Inc. La empresa demolió el cobertizo del tren en 2000 y convirtió las pistas restantes y las plataformas en una facilidad intermodal de cargo, nombrada autopista y a cargo del ferrocarril pacífico canadiense. Esta instalación se cerró en junio de 2004.

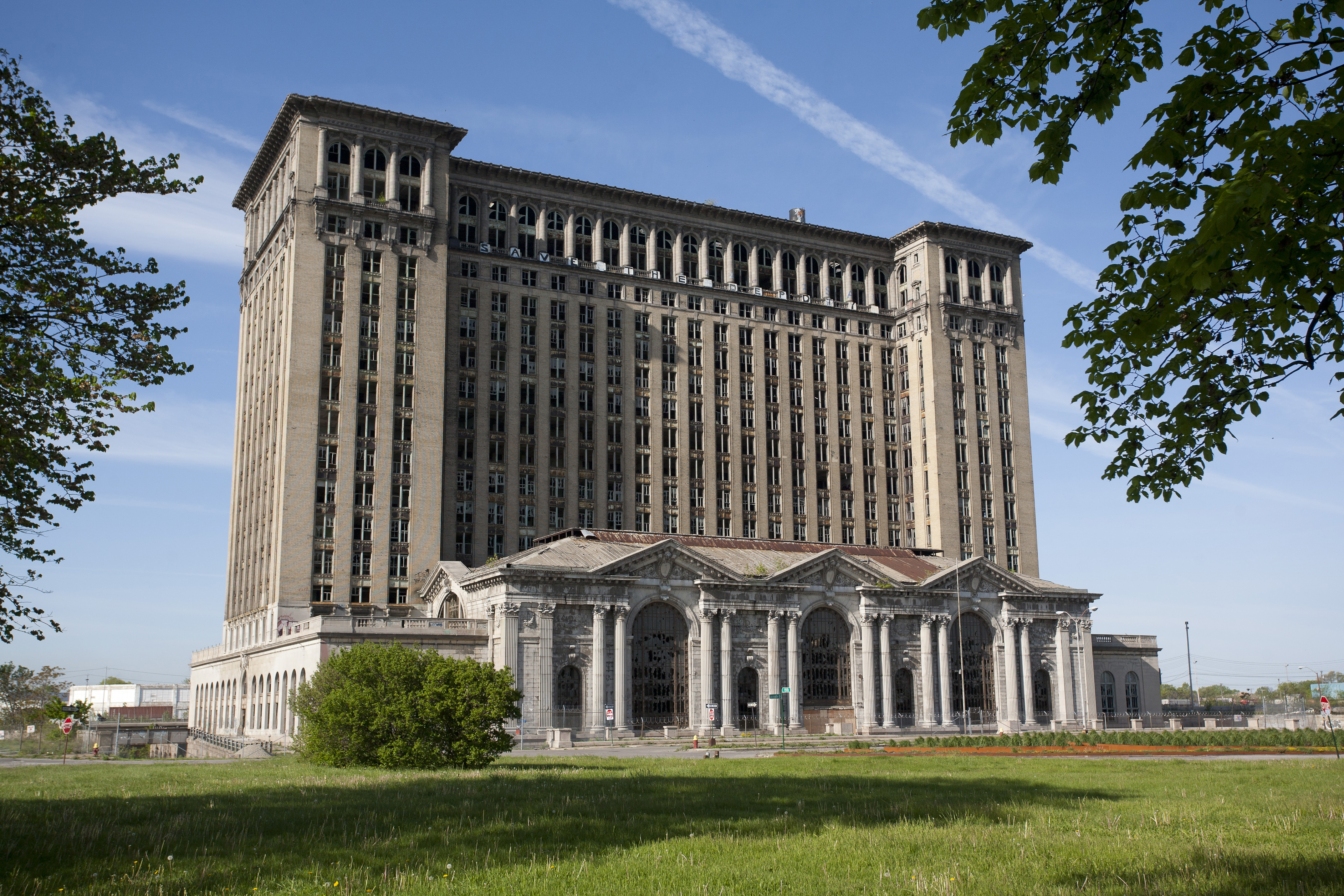
Antes de la instalación de las ventanas en 2010.

Aunque la ciudad de Detroit consideró el edificio un sitio cultural de prioridad en 2006, el consejo de la ciudad aprobó una resolución el 7 de abril de 2009 para demoler la estación. Siete días más tarde, el residente de Detroit Stanley Christmas demandó a la ciudad de Detroit con el fin de detener la demolición, citando la Ley Nacional para la Conservación Histórica de 1966.
En junio de 2011 se iniciaron los trabajos de retirada del amianto en el primer piso. Otros trabajos realizados incluyeron trabajos de demolición de interiores, remodelación de las cristaleras y retirada del agua en el vestíbulo. En junio de 2012, la electricidad se restauró en el interior.
El 10 de junio de 2014, se informó que los dueños de la Michigan Central Station habían empleado 676 000 dólares para realizar los trabajos de rehabilitación de la estación y habían recibido permisos para instalar un nuevo ascensor de carga de 9000 libras de capacidad, que permitiría la instalación de nuevas ventanas y tejados. A finales de 2014 comenzaron los trabajos de instalación del ascensor, que finalizaron en febrero de 2015.
En febrero de 2015, los propietarios anunciaron que reemplazarían más de 1000 ventanas por encima de la primera planta. En diciembre de 2015 todas las ventanas fueron instaladas. A pesar de ese trabajo el futuro del edificio es indeterminado.
En junio de 2018 se confirma que Ford Motor Company adquirió la propiedad y tiene un plan integral para revitalizar el edificio y todo el condado de Corktown y llevar a ahí parte de sus oficinas enfocadas a la innovación.

## Arquitectura

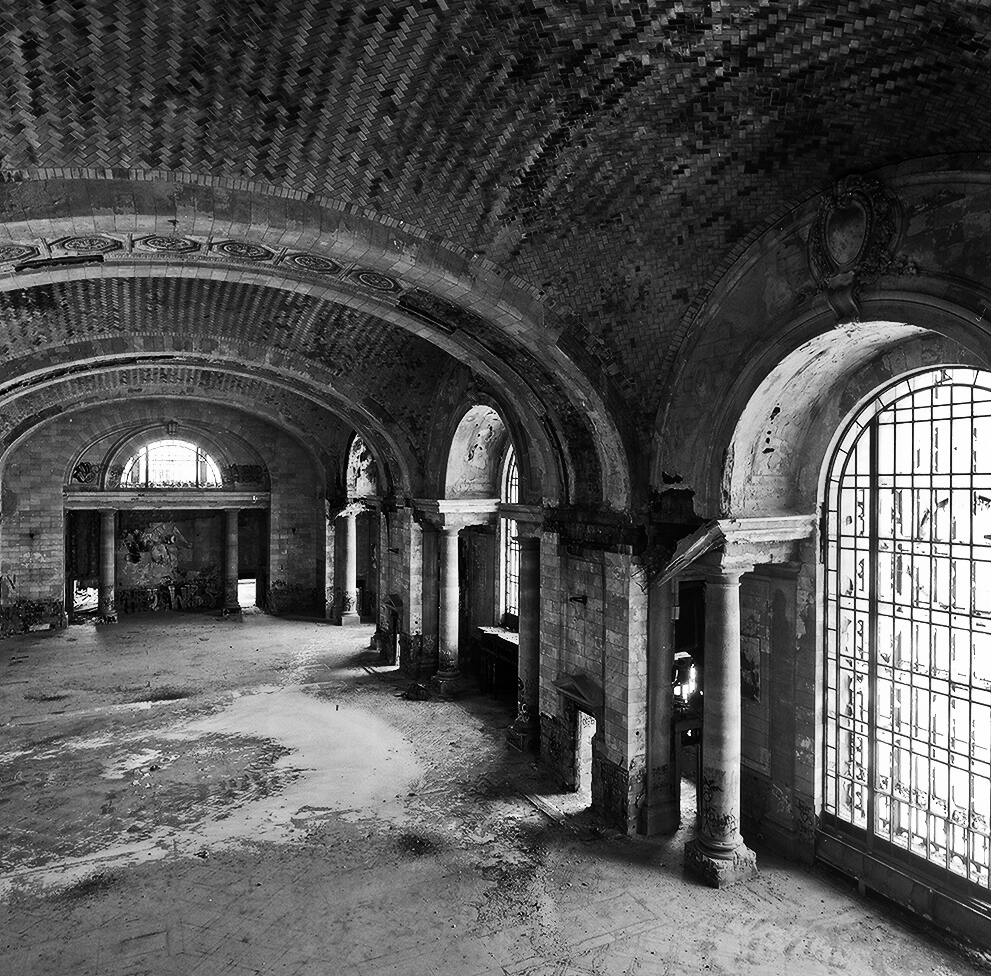
El vestíbulo en ruinas en 2010.

El edificio es del estilo clásico de arquitectura Beaux Arts diseñado por las firmas Warren & Wetmore y Reed and Steem, los cuales también diseñaron la Grand Central Terminal de Nueva York. La Michigan Central Station fue diseñada al mismo tiempo que la Grand Central Terminal y es considerada un gemelo de la Grand Central Terminal en Nueva York.
El edificio se compone de dos partes distintas: la estación de tren y la torre de oficinas de 18 plantas. La altura del techo es de 70 metros. El plan original para la torre incluía un hotel, oficinas para la empresa de ferrocarril o una combinación de ambos. La torre fue utilizada solamente para el espacio de oficina por el ferrocarril central de Míchigan y los dueños subsecuentes del edificio. La torre nunca fue completamente utilizada, los pisos superiores nunca fueron completamente amueblados y no tuvieron ninguna función.
La sala de espera principal en la planta baja fue modelada basándose en una antigua casa de baños romana, con paredes de mármol y techos abovedados. El edificio alberga también un gran salón adornado con columnas dóricas que albergaban la taquilla y las tiendas. Más allá de la galería se encontraba el vestíbulo, que tenía paredes de ladrillo y una gran claraboya de cobre. A partir de aquí, los pasajeros caminaban por una rampa hasta el túnel desde el que se podía acceder a las plataformas por medio de escaleras y ascensores. Bajo el cobertizo había diez plataformas de pasajeros que consistían en una plataforma lateral y cinco plataformas a lo largo de diez pistas. Además, una pista era usada por la Railway Express Agency  en el extremo sur del cobertizo. Inmediatamente fuera del cobertizo había otras siete vías de carga. Debajo de las vías y el edificio había una gran área para el equipaje y manejo de correos y oficinas.

## Futuro desarrollo

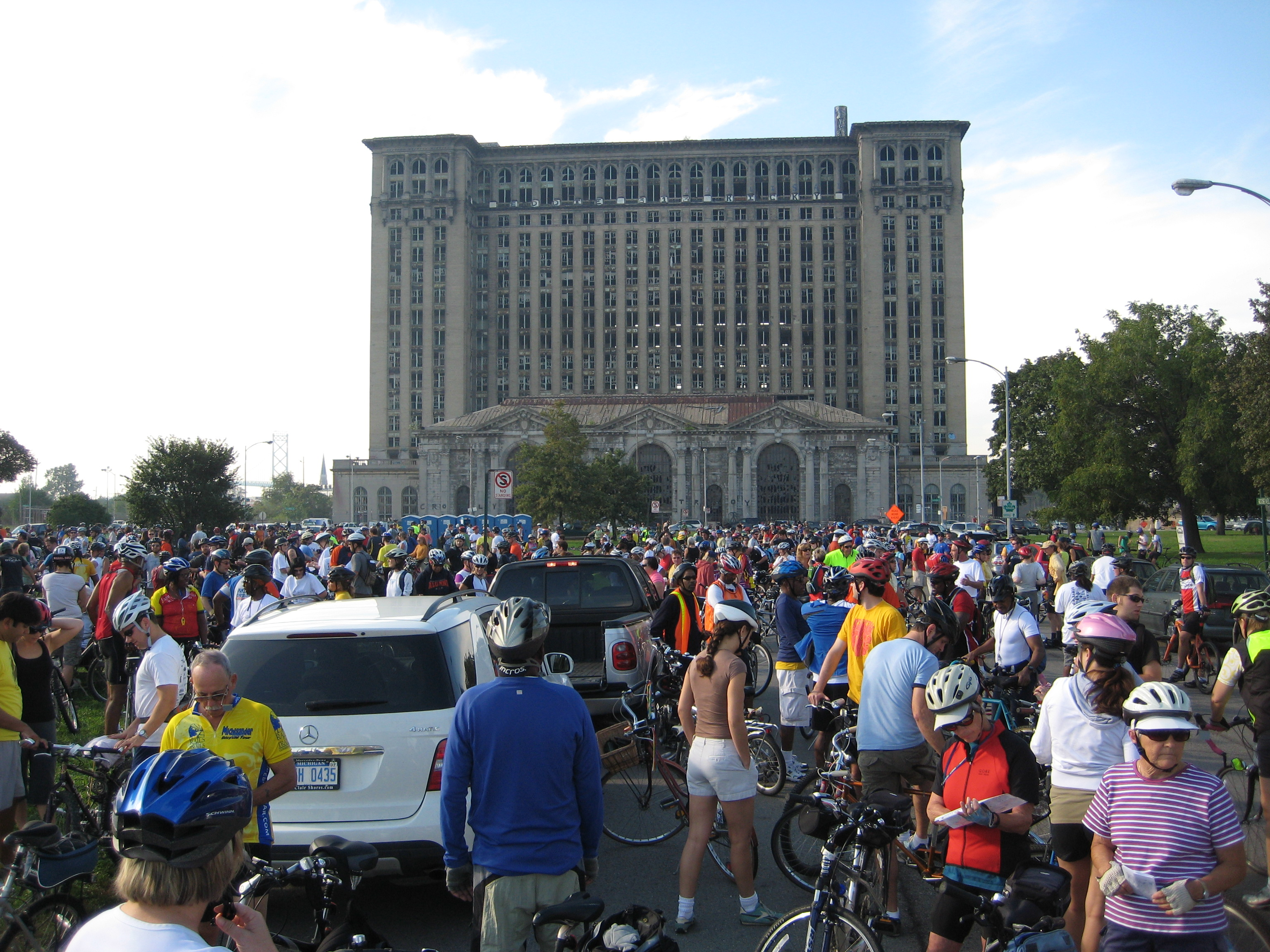
La Michigan Central Station en 2008.

En 2008, los propietarios de la estación dijeron que su objetivo era renovar el edificio en ruinas, que se había cerrado en 1988. El costo estimado de las renovaciones fue de 80 millones de dólares, pero los propietarios consideraron que el uso al que quedaba destinado el edificio de la estación era más importante que el financiamiento. El 25 de marzo de 2011, Dan Stamper, anunció planes para trabajar con la ciudad de Detroit para financiar la sustitución del techo del edificio e instalar nuevas ventanas en el edificio.
Los futuros usos propuestos para el edificio de la estación han sido los siguientes:
- Centro de procesamiento comercial - Adaptando a la estación en un centro de procesamiento de aduanas y comercio internacional debido a su proximidad con el Puente Ambassador.[22]
- Centro de convenciones y casino - Su dueño propuso que la Michigan Central Station fuera restaurada como un nuevo centro de convenciones, posiblemente combinada con un casino. El proyecto costaría 1,2 billones de dólares, incluidos 300 millones de dólares para restaurar la estación.[23]
- Sede del Departamento de Policía de Detroit - En 2004, el alcalde de Detroit, Kwame Kilpatrick, estaba buscando edificios para relocalizar al departamento de policía de Detroit, y entre los candidatos, se encontraba la Michigan Central Station. Sin embargo, a mediados de 2005, este plan se canceló, ya que se decidió renovar el antiguo edificio de la policía de Detroit.[24]
- Sede de la Policía del Estado de Michigan - En 2010, el senador del estado Cameron S. Brown, y Mickey Bashfield, un oficial de relaciones públicas del gobierno, sugirió que la estación se podría convertir en la sede de la Policía del Estado de Míchigan, incluyendo algunas oficinas del Departamento de Seguridad Nacional de los Estados Unidos, y también ser utilizada como centro de inspecciones comerciales.[25]

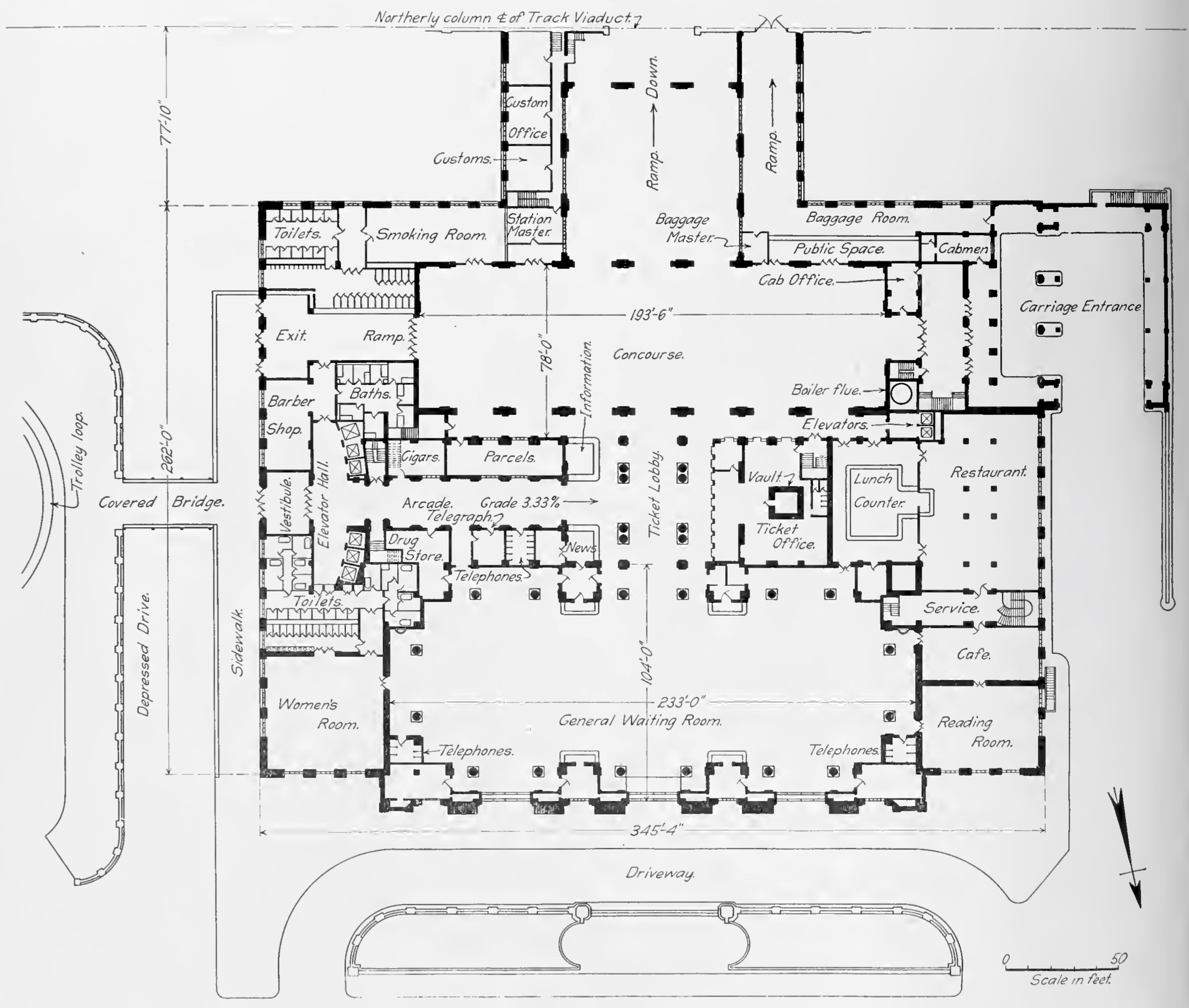
Plano de la planta de la Michigan Central Station.

El departamento de transporte de los Estados Unidos ha concedido 244 millones de dólares en subvenciones para realizar mejoras en la línea de ferrocarril de alta velocidad entre Chicago y Detroit. Un consorcio de inversionistas, entre ellos la Canadian Pacific Railway, propuso la construcción de un nuevo y mayor túnel ferroviario, que podría abrir en 2017. Con el nuevo túnel cerca de la Michigan Central Station, la Michigan Central Station podría ser utilizada como un centro de inspección comercial.
El 5 de mayo de 2011, la Detroit International Bridge Company, anunció que contrató a la firma Ann Arbor de Quinn Evans en nombre de la familia Moroun, la cual posee el edificio, dijo que iba a supervisar la restauración de las ventanas y el techo de la estructura. El dueño de la Detroit International Bridge Company dijo, esperamos que éste sea apenas el comienzo del renacimiento de la estación.
A fecha de diciembre de 2015, todas las ventanas rotas habían sido reparadas. 
Las estimaciones del coste de la renovación de la Michigan Central Station oscilaban entre los ochenta y los trescientos millones de dólares.
El 19 de junio de 2018, Ford Motor Company, durante las fiestas por su 115.º aniversario, revela los planes para la recién adquirida propiedad. Conmovido y agradecido con Ford, un ladrón anónimo regresa el reloj metálico que vandalizó en la Estación 20 años atrás.

## En la cultura popular
La estación ha aparecido en varias películas. La MCS fue usada para rodar escenas de la película Transformers en octubre de 2006. En 2005 también fue utilizada para rodar varias escenas de la película La isla. En septiembre de 2002 se rodaron en la estación varias escenas aéreas de la película Naqoyqatsi. La película de 2005, Cuatro hermanos, comienza con el protagonista conduciendo su coche junto a la Michigan Central Station en dirección a Michigan Avenue. El edificio también ha sido usado en algunos trabajos de Eminem. El vestíbulo del edificio apareció en las escenas finales del documental de 2012, Detropia. También apareció en una escena culminante de lucha de la película de 2016, Batman v Superman: Dawn of Justice.